# AUTODOC
AUTODOC — німецька компанія, що базується в Берліні. Їй належать інтернет-магазини запчастин для легкових і вантажних автомобілів у 26 європейських країнах. Основна частка клієнтів — приватні особи й невеликі СТО. Компанія заснована у 2008 році, працює під брендом AUTODOC з 2015 року. Завдяки швидкому зростанню названа одним з «прихованих чемпіонів» («Hidden Champions») в галузі. 
Є найбільшою європейською платформою для пошуку автозапчастин — у 2020 через інтернет-портал AUTODOC було куплено більше 50 млн автотоварів на суму 840 млн євро.
В Україні представництво AUTODOC відкрилося в 2017 році, у 2019 було засновано ТОВ «Автодок Юкрейн», а в липні 2021 відкрився Одеський офіс компанії, розрахований на 1000 працівників.
У 2023 році виторг AUTODOC перевищив 1,3 млрд євро.

## Історія
У 2008 році Олексій Ердле й Макс Вегнер заснували компанію E & S Pkwteile GmbH. Причиною цього стали високі відпускні ціни на запчастини у багатьох СТО. На домені pkwteile.de був відкритий інтернет-магазин, який запропонував споживачам більш вигідні ціни. Бізнес-ідея виявилася успішною і компанія утвердилася на ринку, добре зарекомендувавши себе. Спочатку засновники самі упаковували і відправляли запчастини, перший найманий співробітник приступив до роботи у 2009 році.

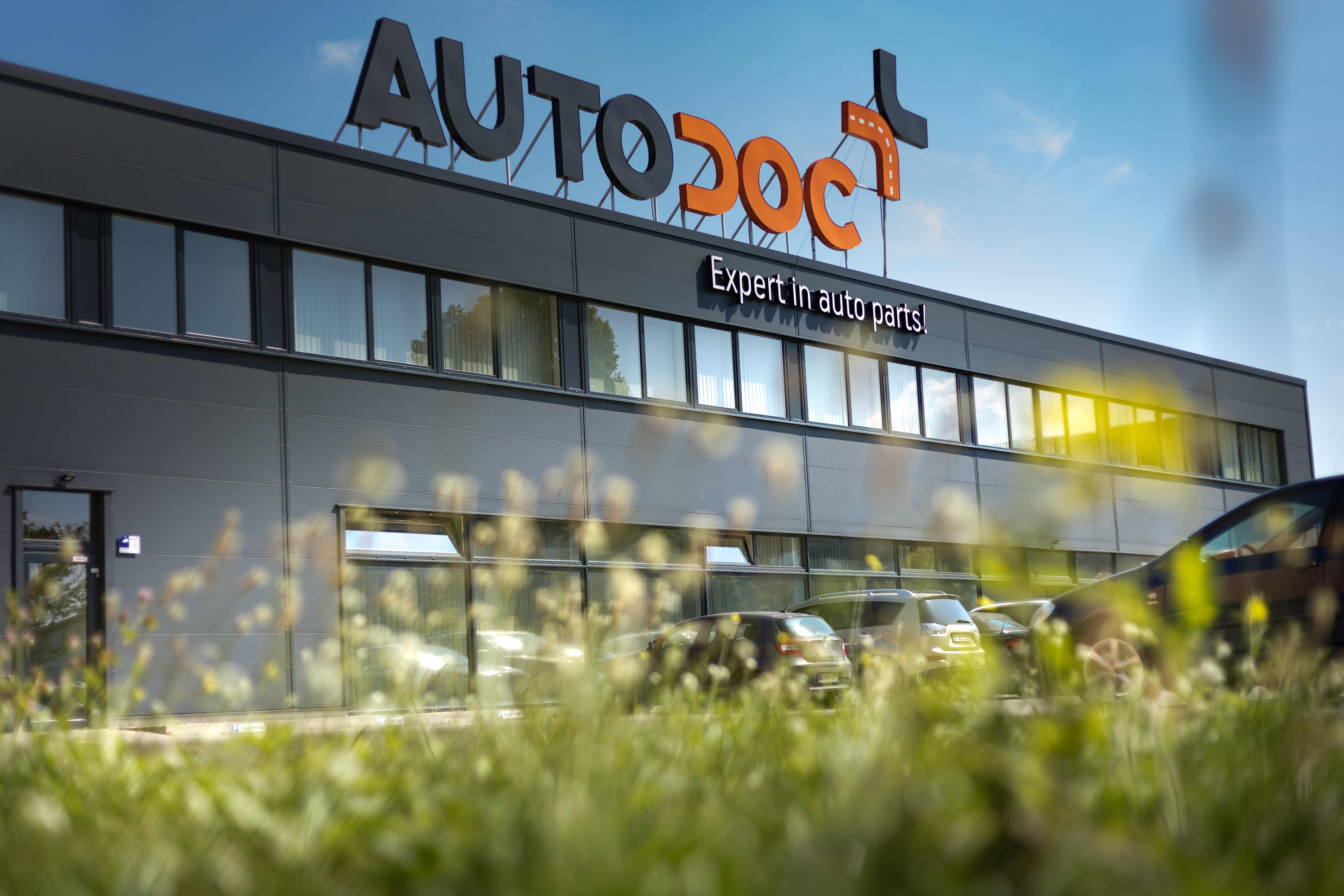
Головний офіс в Берлін-Ліхтенберг (2020)

У перші роки компанія розташовувалася в районі Берлін-Вайсензеє. У 2010 році були здані в експлуатацію нові приміщення в районі Берлін-Ліхтенберг. Експансія в Австрію і Швейцарію почалася у 2011 році. У 2012 році компанія увійшла у Велику Британію, Францію, Італію й Іспанію. Пізніше компанія була перенесена в більш просторі офісні й складські приміщення в тому ж районі.
У 2015 році компанія була перейменована в AUTODOC GmbH. Публічний імідж був інтернаціоналізований шляхом перекладів інтернет-магазинів відповідними мовами й впровадження національних доменів верхнього рівня. У 2016 фінансовому році обсяг продажів перевищив позначку в 100 мільйонів євро, у 2017 році вже понад 250 мільйонів євро. У 2018 році AUTODOC розширив свій асортимент за рахунок запасних частин для вантажних і інших комерційних автомобілів.
У 2017 представництво AUTODOC відкрилося в Україні, а в 2019 було засновано ТОВ «Автодок Юкрейн».
Згідно з власними оцінками, компанія є онлайн-продавцем автозапчастин в Європі з найбільшим обсягом продажів. Згідно з оцінкою Financial Times, в 2018 році з точки зору обсягу продажів, компанія була однією з найбільш швидкозростаючих в Європі.
У червні 2019 року AUTODOC відкрив представництво в Берліні на Kurfürstendamm 22 (Kranzler-Eck). Офіс в Берлін-Ліхтенберг залишається основною штаб-квартирою рітейлера запасних частин.

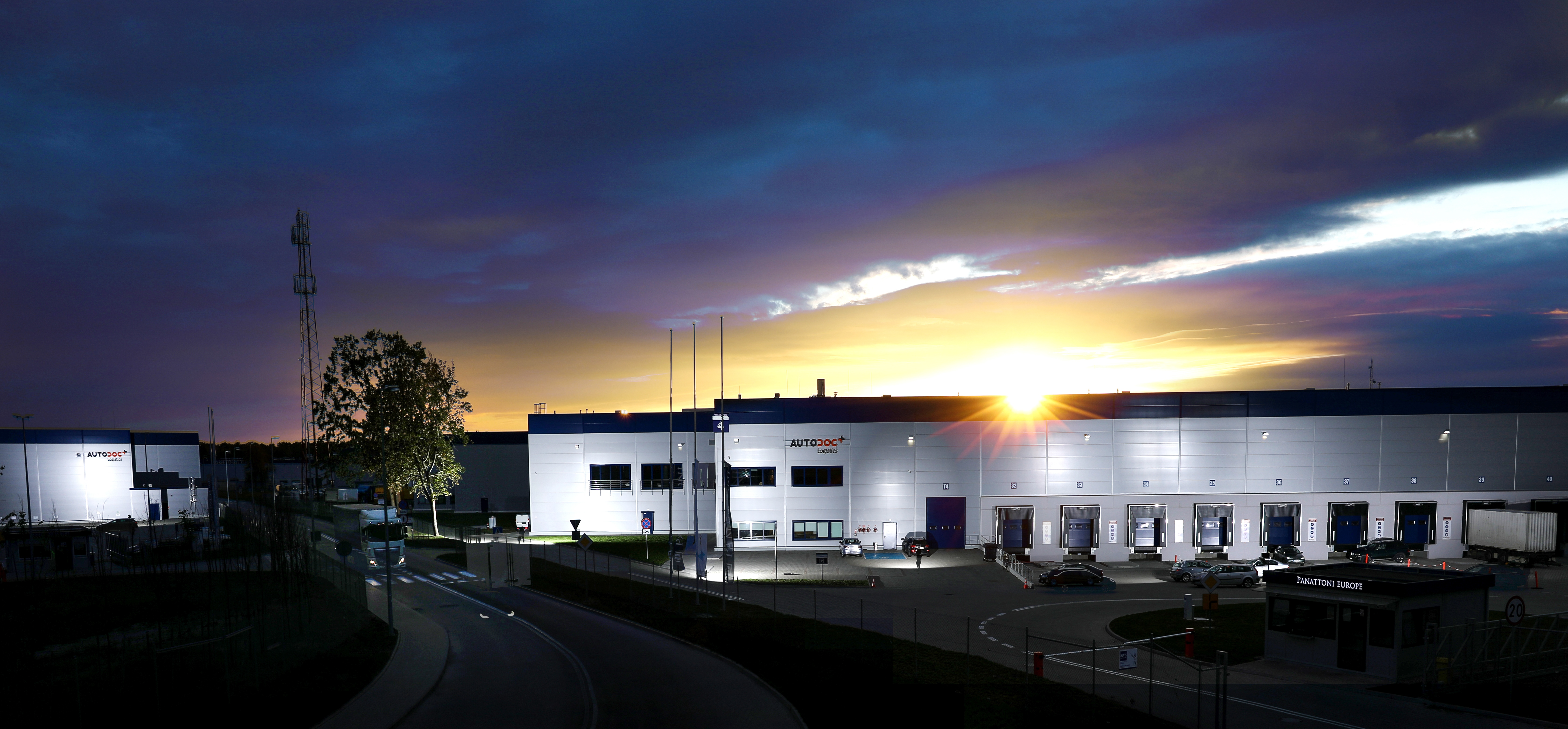
Логістичний центр в Щецині (2020)

У вересні 2020 року компанія відкрила новий напівавтоматичний логістичний центр в Щецині, Польща. За власними даними, AUTODOC подвоїла складські площі до 26 700 квадратних метрів. У 2018 році AUTODOC відкрила перевалковий пункт в районі Залом-Каштанове міста Щецин, недалеко від польської автомагістралі A6. У Щецині працює майже 1600 співробітників, і нова будівля створює до 800 додаткових робочих місць. З 2018 року компанія інвестувала близько 11 мільйонів євро в свій склад у Щецині.
В липні 2021 за участі Надзвичайного і повноважного посла Німеччини в Україні Анки Фельдгузен відкрився Одеський офіс компанії, розрахований на 1000 працівників.

## Структура
Статутний капітал AUTODOC тепер складає 25 000 євро. Переважна більшість часток належить Олексію Ердле і Максу Вегнеру. Олексій Ердле є єдиним керуючим партнером з моменту заснування компанії. Ще одним партнером компанії є Віталій Кунгель, що діє на підставі генеральної довіреності (Prokura) .

## Інше
Каталог компанії містить зокрема близько 2,5 мільйона запчастин для легкових і вантажних автомобілів в таких категоріях як: ДВЗ, шасі, світло, електрика, вентиляція і шини.
AUTODOC є офіційним партнером Чемпіонату світу з ралі FIA (WRC) з січня 2019 року і виступає спонсором всіх європейських перегонів. У 2018 році AUTODOC був офіційним партнером ADAC Rallye Masters .
В кінці 2016 року футбольний клуб Alemannia Aachen оголосив про партнерство з компанією. Компанія розміщувала рекламу на майках футболістів-юніорів U15, U16 і U19 .
AUTODOC веде інформаційні канали на YouTube з інструкціями по ремонту і заміні запчастин на поширених моделях автомобілів.
В кінці березня 2020 року в рамках загальнонаціональної ініціативи «Пожертви на коронавірус» («Spenden für Corona») AUTODOC пожертвував 50 000 євро Університетському медичному центру Ессена для дослідження вірусу. Інститут вірусології та Клініка інфекційних захворювань Медичного центру Університету Ессена тривалий час співпрацює з Клінікою інфекційних захворювань лікарні Юніон в Ухані, Китай з дослідження вірусу.
У листопаді 2021 року ексклюзивним представником компанії AUTODOC став іспанський футболіст і переможець чемпіонату світу з футболу Фернандо Торрес.

## Відзнаки
У 2020-му локальне представництво компанії AUTODOC («Автодок Юкрейн»), відзначене в Україні на національному рівні в рейтингу «Вибір Країни».